# Дворец Мальцовых
Дворец Мальцовых (также Хрустальный дворец Мальцова) — утраченное здание в Симеизе, находившееся на месте современной спортивной площадки санатория «Симеиз».

## Мальцов и Симеиз — предыстория дворцовых земель
Становление Симеиза, как курортного города напрямую связано с семьей Мальцовых — известного рода, которому Российская империя обязана развитием торгово-промышленной сферы, и образованием в 1723 году Василием Мальцовым завода по производству стекла и хрусталя.
Так, в 1828 году Иван Акимович Мальцов, внук основателя завода, приобрел 30 десятин земли у графа Феодосия Дмитриевича Ревелиоти, одного из шести крупных собственников земель в Симеизе. Это были урочища «Кокос» и «Ай-Панда». По существующей легенде, эти земли были приобретены из-за того, что во время своего путешествия по Крыму Иван Акимович купался в море и потерял обручальное кольцо, как следствие — очень расстроился из-за этой неприятности. Его друг, Александр Грибоедов, для того, чтобы развеять душевную грусть Мальцева, предложил ему выкупить прилегающие к берегу территории, чтобы потерянный перстень остался у владельца.
Имела ли какое-то основание эта легенда — неизвестно, но уже через четыре года ещё 4 десятины 1428 кв. сажень приобретено у Гражданского губернатора Тавриды Дмитрия Васильевича Нарышкина и 127 десятин 1484 кв. сажень у местного татарина. Скупка земли не прекращалась в течение всего следующего десятилетия. Последним достоянием Ивана Акимовича стали 50 десятин, проданные Александрой Станиславовной Потоцкой. На приобретенных землях начали выращивать виноград и развивать виноделие. Поскольку больше свободных территорий в то время у Симеиза не было, покупка дома оказалась невозможной.

## Строительство дворца
Мечту отца о собственном поместье в Крыму реализовал его сын, Сергей Иванович Мальцов, который после окончания карьеры военного в 1849 году, в том же году, в пределах своих владений в Симеизе, разворачивает строительство. Так, среди всех возведенных строений, наибольшее внимание привлекал так называемый Хрустальный дворец. В основу здания использованы деревянный сруб и металлический каркас, изготовленные в Людинове (один из городов империи, где развивалась мануфактура рода Мальцевых) и лошадьми привезены на Крымский полуостров. Внешне дом выглядел полностью стеклянным, его окружали стеклянные веранды, а потому все это скорее напоминало хрустальную коробку, чем дом.

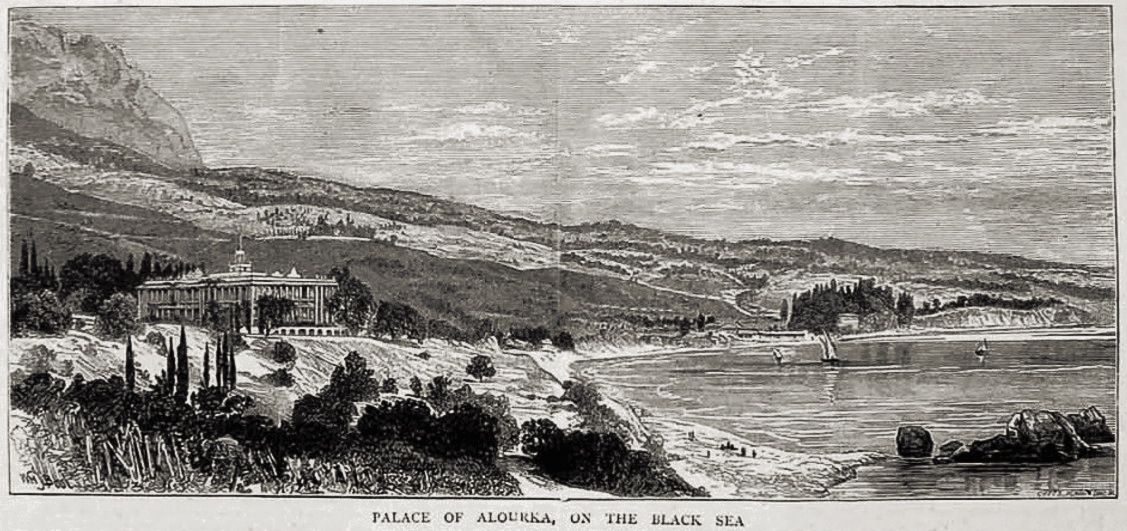
«Хрустальный дворец» Мальцова, гравюра 1873 г.

## Архитектура дворца
Наиболее полное представление об оформлении и устройстве дворца можно получить по описанию доктора В. И. Чугина, который посещал Симеиз.
По его словам дом напоминал двухэтажное стеклянное строение, которое условно можно разделить на две части. К первой относится подковообразный деревянный сруб, имеет на углах двери для входа в комнаты. Вокруг же создана галерея, внутренней стеной которой является сруб, а внешней — так называемая «стеклянная оболочка», поскольку вместо традиционных строительных материалов, как кирпич или деревянные доски, использовались стеклянные рамы.
На первом этаже размещались огромная гостиная-зал, с которой можно было подняться на второй этаж узкими винтовыми лестницами. На втором этаже планировка комнат было аналогичной.
Доктор Чугин также акцентирует внимание на отсутствие на стенах внутри дворца штукатурки или обоев — присутствовала только серо-грязная краска. Окна комнат крупные, с выходом к стеклянной галерее, но возможностей для достаточного проветривания помещений не предполагалось, поскольку особенности их расположения или не обеспечивали поступление воздуха, или создавали сквозняк.
В доме также были размещены 2 «хрустальные» комнаты, стены которых были полностью стеклянные.

## Использование имения
В северной части у дворца располагался парк, а рядом были построены деревянные домики-дачи и гостиница на 20 номеров, которые арендовали отдыхающие.
«Хрустальный» дворец Мальцевых также был популярен у отдыхающих, но имел достаточно сомнительное преимущество перед дачами, располагавшимися вокруг него. Причиной была неприспособленность здания в жаркие погодные условия, ведь стекло создавало эффект оранжереи, что делало невозможным пребывание внутри даже непродолжительное время. Хотя, и на такие условия находились желающие.
Однако оригинальности и прогрессивности идеи строительства «Хрустального» дворца в период его существования возразить трудно. В 1889 году, 23 апреля дворец Мальцовых полностью сгорел. Пламя распространилось на все здание из комнаты камердинера Ивана Лифлянцева, пожар возник из-за случайно перевернутой керосиновой лампы. Старания отдыхающих и работников потушить огонь оказались напрасными.

## Приморский пансион
Приморский пансион (также Пансион Мальцова) — утраченное здание пансиона в Симеизе, построенное в 1895 году Н. П. Красновым и разрушенное в конце 1950-х годов.

В 1895 году, на фундаменте сгоревшего  в 1889 году Хрустального дворца по проекту молодого городского архитектора Ялты Н. П. Краснова был возведён пансион на 24 комнаты. В списке работ, представленных Красновым в 1913 году в Императорскую Петербургскую Академию художеств, указана «вилла-пансион г. Мальцева в Симеизе, исполненная в современном английском стиле». Здание изначально строилось для сдачи номеров отдыхающим (в основном, друзья и знакомые семьи). Со временем, поскольку дела по сдаче комнат шли не очень хорошо, пансион был сдан в аренду на несколько лет Н. К. Александрову-Дольник — успешному владельцу самого большого пансиона в Новом Симеизем.

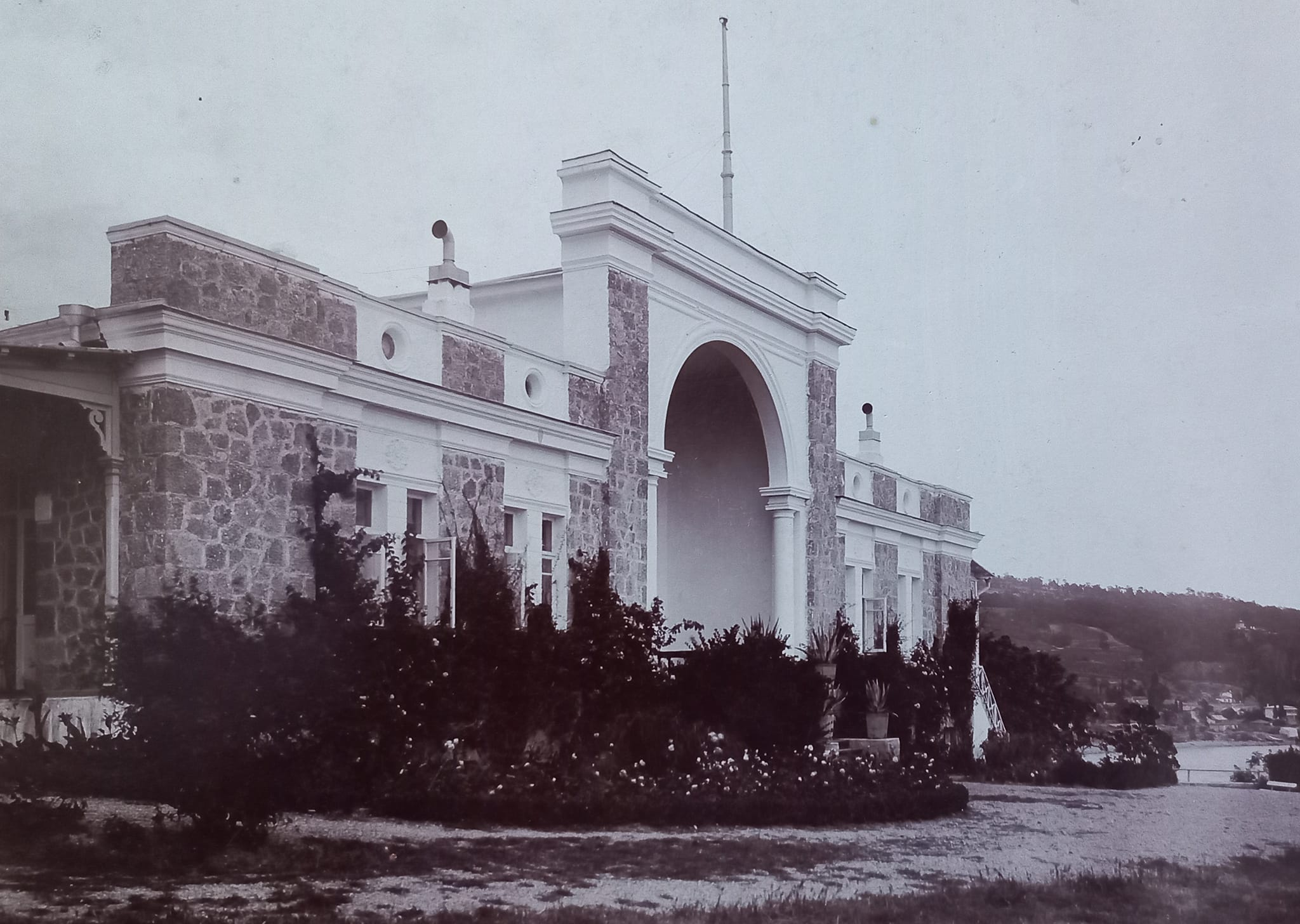
Приморский пансион
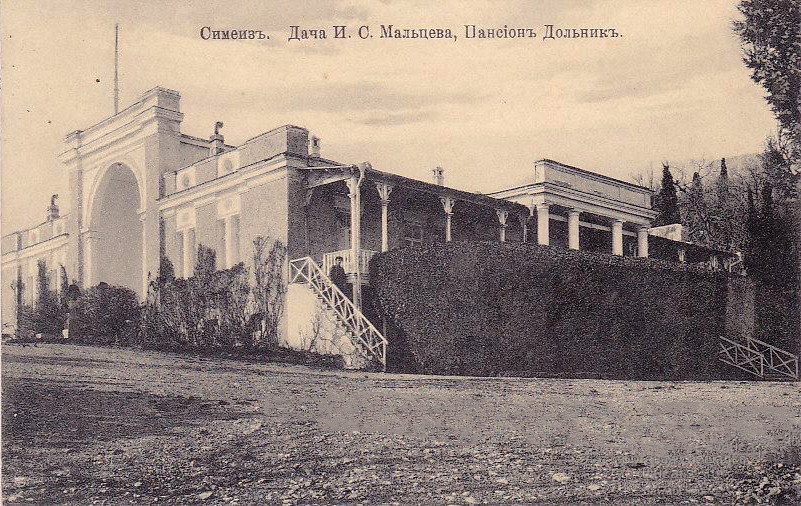

После установления советской власти, 16 декабря 1920 года приказом председателя Революционного комитета Крыма были изъяты «из частного владения как разных ведомств, так и частных лиц все имения Южного берега Крыма в районе от Судака до Севастополя включительно» и передавались в ведение специально созданного Управления Южсовхоза. Пансион был национализирован и в нём разместили один из корпусов противотуберкулезного санатория. Сломан в конце 1950-х годов, на его месте сооружён спорткомплекс санатория «Симеиз».